# Can of Worms
Can of Worms (titulada Lata de gusanos en Hispanoamérica y Nido de avispas en España) es una Película Original de Disney Channel transmitida por primera vez en Estados Unidos el 10 de abril de 1999, por Disney Channel. Está basada en la novela Can of Worms, de Kathy Mackel, fue dirigida por Paul Schneider y protagonizada por Michael Shulman, Erika Christensen y Adam Wylie.

## Argumento
Mike (Michael Shulman) es un joven que siente que no pertenece a la Tierra. Trata de ganarse el corazón de su amiga Katelyn (Erika Christensen), ayudando con el baile de Halloween, que es saboteado por su rival, Scott (Marcus Turner). Molesto, Mike envía un mensaje al espacio pidiendo ser rescatado de la Tierra, sin saber que su mensaje ha sido escuchado. Pronto una gran cantidad de extraterrestres vienen a la Tierra con diferentes ofertas para Mike, sólo para descubrir que ha cambiado de opinión después de Katelyn le da otra oportunidad.
Un extraterrestre llamado Thoad llega a la Tierra con el fin de reclamar a Mike para su "zoológico". El hermano de su amigo es secuestrado, y con la ayuda de Scott, un extraterrestre que se asemeja a un perro, Bernabus (Malcolm McDowell), se las arregla para viajar a la guarida de Thoad, rescatar al hermano de su amigo y a todas las criaturas atrapado en el zoológico. Sin embargo, Thoad los sigue a la Tierra e intenta atrapar a Mike, pero Bernabus llama a la Policía Intergaláctica y Thoad es arrestado y puesto bajo custodia. Bernabus le dice a Mike que la Tierra está a salvo de nuevo, y se ofrece a llevarlo a su planeta de origen, pero Mike le dice que por fin siente que pertenece a la Tierra, y la pareja se despide.

## Reparto
- Michael Shulman - Mike Pillsbury
- Erika Christensen - Katelyn
- Adam Wylie - Nick
- Andrew Ducote - Jay
- Garrett M. Brown - Dana Pillsbury
- Lee Garlington - Pamela Pillsbury
- Brighton Hertford - Jill Pillsbury
- Marcus Turner - Scott Tribler
- Chris Davies - Ryan
- Marie Stillin - Sra. Nickerson
- Jessica Murdoch - Amiga de Katelyn
- Terry David Mulligan - Entrenador Trembly
- Hrogather Matthews - Forma humana de Thoad
- Brian Steele - Forma animal de Thoad

### Reparto de voces
- Malcolm McDowell - Barnabus (voz)
- Bruce Lanoil - The Bom (voz)
- Wally Wingert - El alien holgazán (voz)
- David Coburn - The Jarm (voz)
- Tara Strong - Lula (voz)
- Peter Kelamis - Policía intergaláctico (voz)
- J.D. Hall - Forma animal de Throad (voz)

## Reemisión
A pesar de no haber sido transmitida durante muchos años, la película se emitió como parte del Hauntober Fest en octubre de 2006, por Disney Channel. El 23 de octubre de 2007, la película volvió a aparecer como parte de la alineación de películas de Halloween en Disney Channel. La película era una parte del Wiztober en 2008 y 2009, que es una mezcla de películas de Halloween. Además, la película fue reemitida en Disney Channel el 9 de octubre de 2011 como parte del evento Monstober de Disney.